# 니 콘티고 니 신 티
《니 콘티고 니 신 티》(스페인어: Ni contigo ni sin ti)은 2011년 방영된 멕시코의 텔레노벨라이다.